# 臺東縣警察局

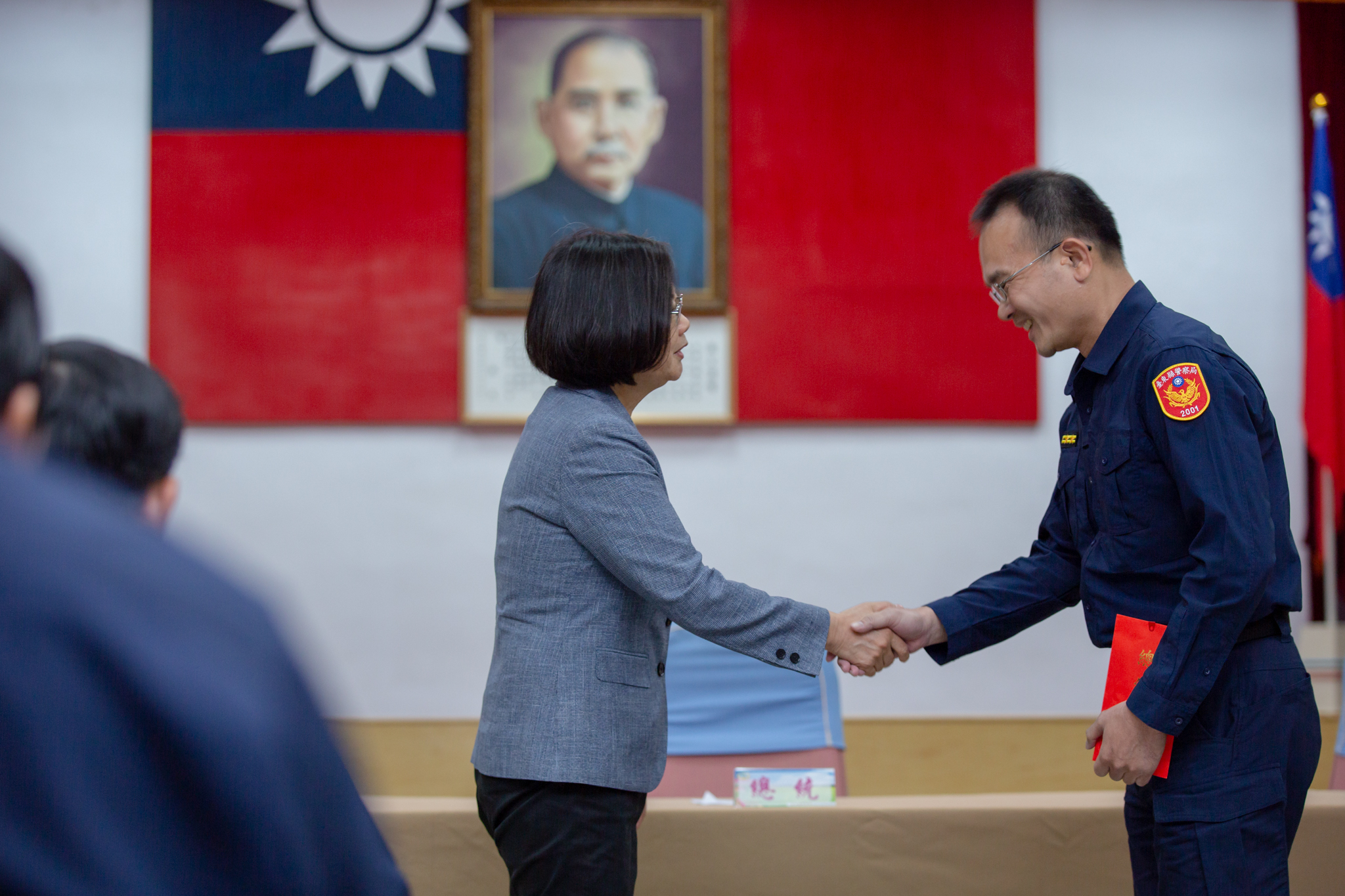
時任總統蔡英文視導臺東縣警察局

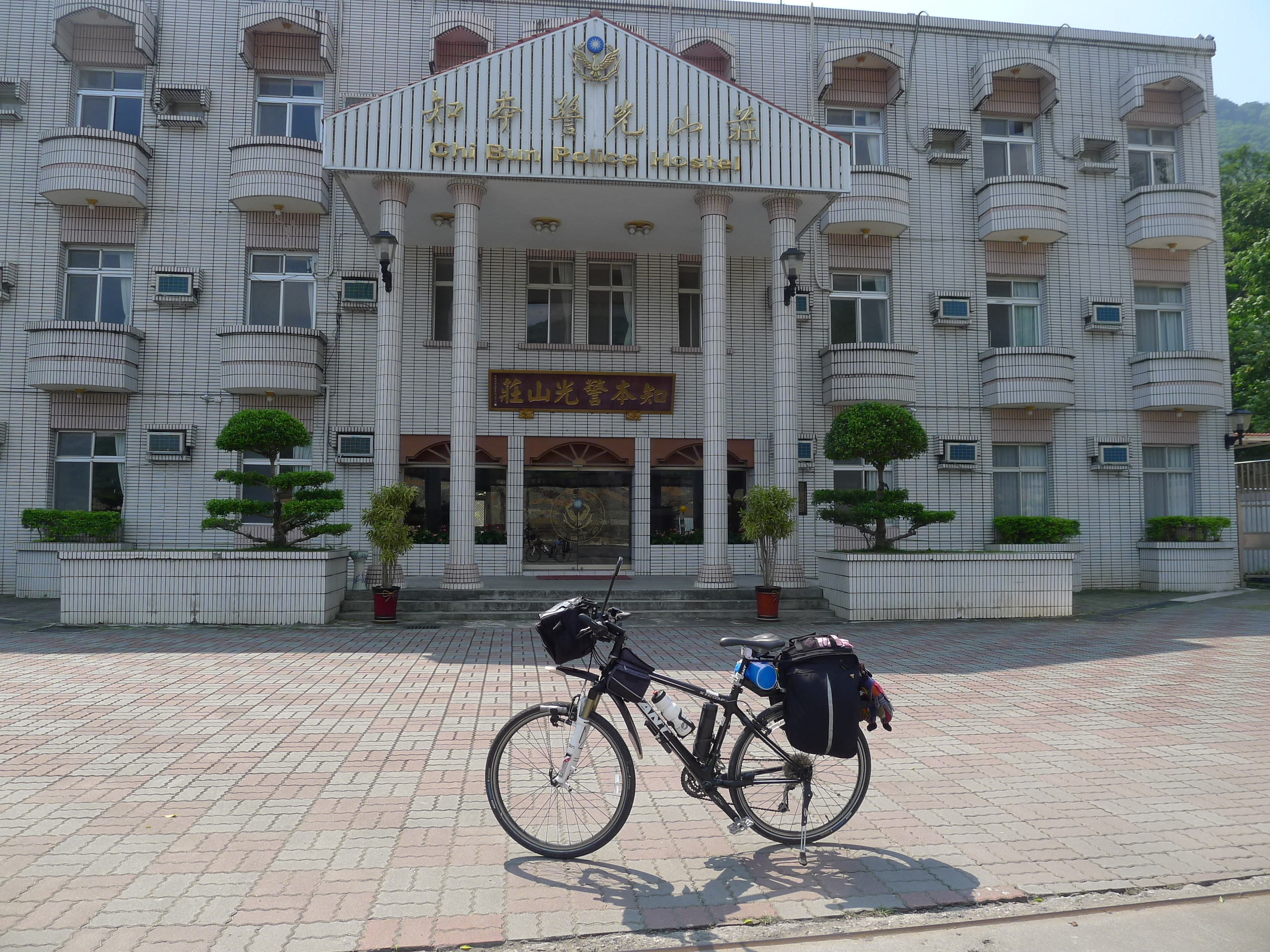
知本警光山莊

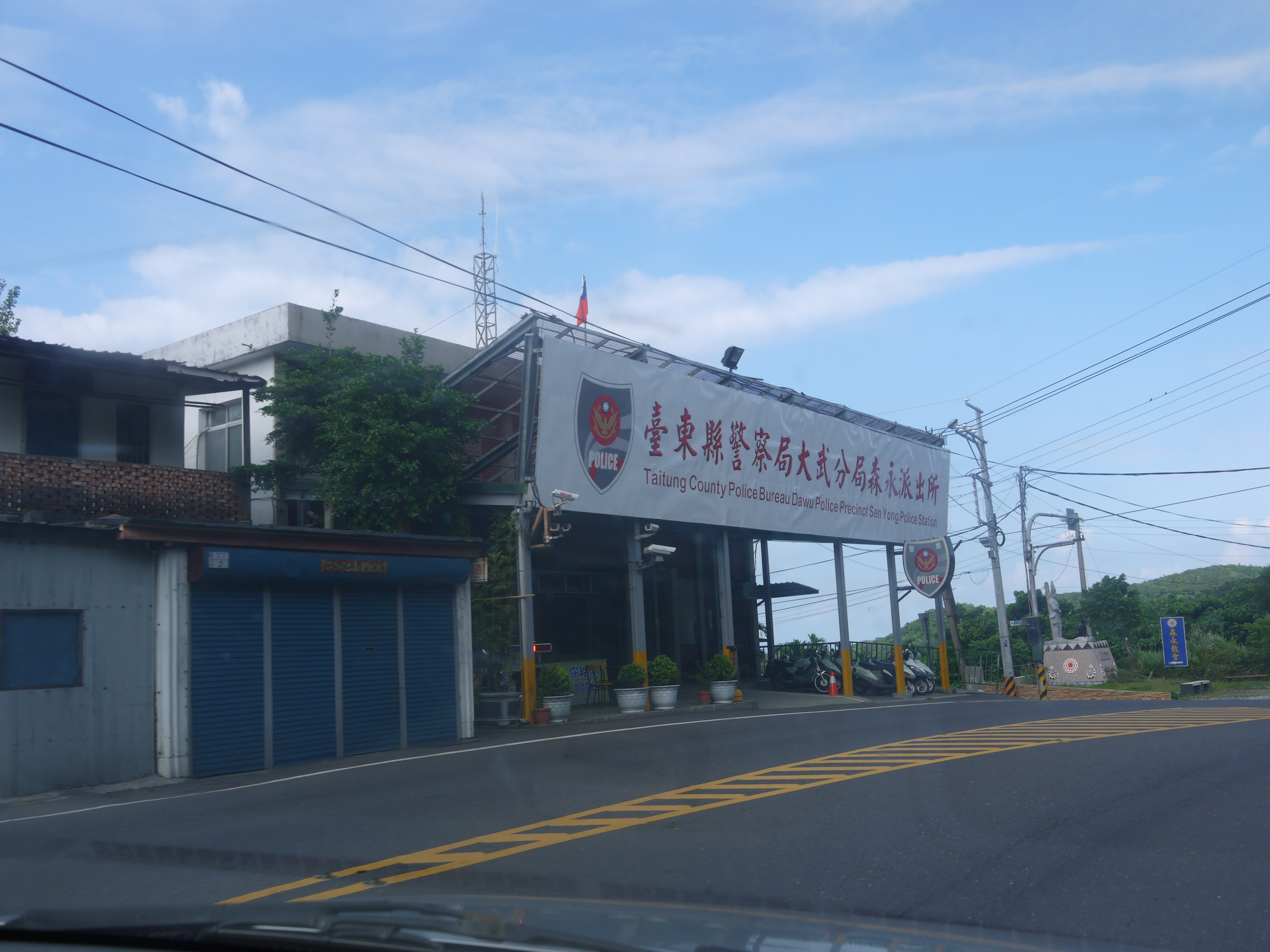
大武分局森永派出所

臺東縣警察局（簡稱臺東縣警局、臺東警局）是中華民國臺東縣最高層級的地方警察機關，隸屬於內政部警政署及臺東縣政府雙重指揮體系。其主要任務為維護轄區治安、交通秩序、災害應變及執行各項警政業務。現任局長是蔡燕明。

## 簡介
臺東縣地處臺灣東部，幅員遼闊，南北綿延逾160公里，轄下涵蓋山地、平原、離島與原住民部落等多樣地形。該局負責本島包含臺東市、成功鎮、大武鄉等16個鄉鎮，並管轄位於外海的綠島鄉與蘭嶼鄉兩個離島。為因應地廣人稀、交通不便與原住民文化特色，臺東警局近年積極推動偏鄉巡守勤務、智慧警政與多語言報案服務等創新措施。
該局設立於1950年，初期沿襲日治時期的「臺東廳警務課」架構，戰後逐步擴編為完整縣級警政機關。目前局本部設於臺東市中山路，並下轄五個警察分局、數個警察大隊與三十餘所派出所與分駐所。

## 組織
臺東縣政府警察局設有局本部各業務單位、直屬警察隊伍及五個地區分局，並轄管包含綠島與蘭嶼在內之所有派出所。其組織架構如下：
| 類別                   | 單位名稱                                                                 |
| ---------------------- | ------------------------------------------------------------------------ |
| 局本部                 | 局長室、秘書室、人事室、主計室、政風室、督察室                           |
| 業務科室               | 勤務指揮科、刑事警察科、交通警察科、保安科、外事科、資訊室               |
| 直屬隊伍               | 刑事警察大隊、交通警察隊、保安警察隊、少年警察隊、婦幼警察隊             |
| 所屬分局               | 臺東分局、關山分局、成功分局、大武分局、綠島分駐所、蘭嶼分駐所           |
| 派出所／分駐所（部分） | 森永派出所、知本派出所、池上派出所、東河派出所、卑南派出所、長濱派出所等 |

## 事件

### 擄人於南迴公路案成功偵破
臺東警分局於2015年接獲報案，稱父親由子女陪同卻被強行帶上車消失，經與縣內交通監控系統比對後，即時調派警力將擄人車輛於南迴公路成功攔下，查獲集團並救回被害人，該案後續亦移交檢調偵查。

### 員警洩民眾資料供人討債案
花蓮地方法院判決台東縣一名賴姓員警從2017至2020年間，透過系統洩露民眾資料給友人從事債務催收用途。該自用系統機密違法行為被法院裁定緩刑五年、休職一年，造成警方個資安全疑慮。

### 假冒台東派出所員警視訊詐騙案件
詐騙集團冒用偽裝為派出所員警的身份，透過視訊向市民假稱「需要做筆錄」，並企圖取得帳戶資料。台東警分局公開澄清，警方不會採視訊方式做筆錄，提醒民眾警惕並積極宣導防詐措施。

### 台東分局長公器私用案
臺東縣警察局台東分局長陳宏平因涉嫌長期以職務用公務車接送家人（包含妻小赴熱氣球觀光旅遊）遭媒體揭露，引發員警不滿及民間指責。政風與督察調查後，陳被記過 2 支申誡，但因調查認定屬公務車使用範疇，地檢署於 2024 年起訴後以「無犯罪事實」結案。事件在警界與當地引起「官官相護」疑雲。

## 外部連結
- 臺東縣警察局的Facebook專頁